# Краснопольский сельсовет (Хакасия)
Краснопольский сельсовет — сельское поселение в Алтайском районе Хакасии.
Административный центр — село Краснополье.

## История
Статус и границы сельского поселения установлены Законом Республики Хакасия от 7 октября 2004 года № 66 «Об утверждении границ муниципальных образований Алтайского района и наделении их соответственно статусом муниципального района, сельского поселения»

## Население
| 2002 | 2010 | 2012 | 2013 | 2014 | 2015 | 2016 |
| ---- | ---- | ---- | ---- | ---- | ---- | ---- |
| 845  | ↗884 | ↘862 | ↗865 | ↘852 | ↗871 | ↘834 |
| 2017 | 2018 | 2019 | 2020 | 2021 |      |      |
| ↗845 | ↘820 | ↘813 | →813 | ↘755 |      |      |

## Состав сельского поселения
В состав сельского поселения входят 2 населённых пункта:
| № | Населённый пункт | Тип населённого пункта       | Население |
| - | ---------------- | ---------------------------- | --------- |
| 1 | Краснополье      | село, административный центр | →658      |
| 2 | Смирновка        | деревня                      | ↘207      |

## Местное самоуправление
Администрация
с. Краснополье, Трудовая, 29